# Cannonball Ride
Cannonball Ride ist eine österreichische Alternative-Metal-Band aus Ungenach, Oberösterreich. Der Stil der Band ist eine Mischung aus Metalcore, Death Metal und Rock.

## Geschichte
Gegründet wurde Cannonball Ride 2009. Im gleichen Jahr wurde die erste EP Breaking Walls And Building Bridges veröffentlicht. Hierzu wurden auch einige Auftritte in Österreich und Deutschland absolviert. 2011 wurde die zweite EP Enchant The Flame And Let It Breathe veröffentlicht. 2011 und 2012 spielten Cannonball Ride weitere zahlreiche Auftritte im In- als auch europäischen Ausland. Das 2014 veröffentlichte erste Album Emerge & See stieg in die österreichischen Charts ein. 2015 spielte die Band auf österreichischen Festivals wie dem Two Days a Week in Wiesen oder dem Seerock in Graz. 2016 spielte Cannonball Ride am letzten Festivaltag gleich zweimal am Nova Rock in Nickelsdorf.

## Auszeichnungen
Für den Amadeus Austrian Music Award 2016 war die Band in der Kategorie Hard&Heavy nominiert.

## Diskografie
- 2009: Breaking Walls and Building Bridges (EP)
- 2011: Enchant the Flame and Let It Breathe (EP)
- 2014: Emerge & See (LP)
- 2015: Ariadne (Single)
- 2016: Paint the City Red (Single)
- 2018: Balance Lost (Single)
- 2019: Lock and Load (EP)
- 2019: Pandora (Single)
- 2024: In the Blink of an Eye (Single)

## Videografie
- 2009: Hunger for Thirst
- 2012: Smoke and Mirrors
- 2014: Keeper of the Realm
- 2015: Ariadne (lyrics)
- 2016: NewSick Industry
- 2017: Enchant the Flame and Let It Breathe (live)
- 2018: Balance Lost (lyrics)
- 2019: Pandora
- 2024: In the Blink of an Eye (live-lyrics)